# 미래강연Q
《미래강연Q》는 EBS 1TV에서 수요일 밤 12시 30분에 방송된 교양 프로그램이다.

## 방송 시간
| 방송 채널    | 방송 기간                         | 방송 시간                         |
| ------------ | --------------------------------- | --------------------------------- |
| EBS1         | 2017년 8월 30일 ~ 2018년 2월 21일 | 매주 수요일 오전 12:30 (본방송)   |
| EBS1         | 2018년 2월 28일 ~ 2018년 3월 21일 | 매주 수요일 오후 11:55 (본방송)   |
| EBS1         | 2017년 8월 30일 ~ 2018년 2월 21일 | 매주 수요일 오후 12:45 (전주재방) |
| EBS1         | 2018년 2월 28일 ~ 2018년 3월 28일 | 매주 수요일 오후 1:40 (전주재방)  |
| EBS1         | 2018년 1월 6일 ~ 2018년 1월 13일  | 매주 토요일 오후 9:05 (신년기획)  |
| EBS2         | 2017년 9월 3일 ~ 현재             | 매주 일요일 오후 10:00 (본방송)   |
| EBS 플러스 2 | 2017년 9월 2일 ~ 현재             | 매주 토요일 오전 12:00 (본방송)   |

## MC
- 김창경

## 결방 사유
- 2017년 10월 4일 : 추석 특선 세계의 명화 블레이드 러너 방송 관계로 결방되었다.